# バラード第2番 (ショパン)
バラード第2番（バラードだいにばん）ヘ長調 作品38は、フレデリック・ショパンが作曲した4曲のバラード（譚詩曲）の中の1曲。1839年に完成され、ロベルト・シューマンに献呈された。

## 概要
献呈者のシューマンは、第1番ほどこの曲を高く評価しなかったという。シューマンは「音楽新報」の記事で、以前ショパン自身がこの曲を試演した段階では、曲はヘ長調で終わっていたが、決定稿ではイ短調に変わっていると書いている。さらにショパンはその時、この曲がポーランドの詩人アダム・ミツキェヴィチのある詩に霊感を得て作曲されたものであると語ったという。

## 構成

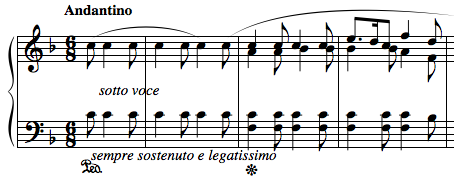
バラード第2番の冒頭部分

- Andantino、6/8拍子。
ハ音のユニゾンの穏やかな序奏の後、4声部書法を意識した落ち着いた牧歌的な第1主題が歌われる。
- Presto con fuoco
突如荒れ狂う嵐のような第2主題がイ短調で現れる。音楽は2つの対照的な曲想が対比されながら進行する。第2主題が静まりかえった後、第1主題が回帰して展開部が開始する。第1主題の展開の中で、第2主題がニ短調で再現される。
- Agitato
第2主題からそのままイ短調のコーダへとなだれ込む。曲は主調に回帰することなく、最後は第1主題がイ短調で回想され静かに終わる。